# Partulina dubia
Partulina dubia és una espècie de mol·lusc gastròpode pertanyent a la família Achatinellidae.

## Distribució geogràfica
Es troba a les Illes Hawaii: Oahu.

## Costums
És arborícola.